# Tlachiapa
Tlachiapa är en ort i Mexiko.   Den ligger i kommunen Aquixtla och delstaten Puebla, i den sydöstra delen av landet, 130 km öster om huvudstaden Mexico City. Tlachiapa ligger 2 511 meter över havet och antalet invånare är 172.
Terrängen runt Tlachiapa är huvudsakligen kuperad, men åt nordost är den bergig. Runt Tlachiapa är det ganska tätbefolkat, med 60 invånare per kvadratkilometer. Närmaste större samhälle är Zacatlán, 12,0 km norr om Tlachiapa. I omgivningarna runt Tlachiapa växer i huvudsak blandskog.